# Vin- og brennevinleverandørenes forening
Vin- og brennevinleverandørenes forening (VBF) är en närings- och intresseorganisation för privata importörer och producenter av vin och brännvin i Norge. Medlemmarna är leverantörer till Vinmonopolet, samt till privata tax-free-butiker på färjor och flygplatser.
VBF startade som Christiana Champagnegrossisters Forening 1907, och bytte namn till Vin- og brennevinimportørenes forening (VBF) efter kriget. Dagens namn antogs 2006, efter att producenten Arcus blev medlem och föreningen därmed inte bara bestod av importörer utan också en producent.